# Doug Langway
Douglas Stephen Langway (Massachusetts, 5 de outubro de 1970 - 9 de outubro de 2022) foi um roteirista e diretor de cinema americano, mais conhecido por sua trilogia de filmes BearCity, BearCity 2: The Proposal e Bear City 3.

## Biografia
Langway nasceu em Massachuesetts, mas sua família logo se mudou para New Jersey. Durante sua infância, jogava video-games, montava legos e adorava a franquia Star Wars.

## Carreira
Graduou-se em 1998. Seu primeiro longa-metragem, o filme gay de ação Raising Heroes, foi lançado em 1996.
Langway era o presidente e CEO da Sharpleft Studios, uma empresa de mídia e marketing que também serviu como seu estúdio de produção para os filmes BearCity: BearCity, de 2010; BearCity 2: The Proposal, de 2012; e BearCity 3, de 2016. Ele era abertamente gay. Ele também apareceu como ele mesmo no documentário de Malcolm Ingram de 2010, Bear Nation, e foi produtor do documentário de Ingram de 2015 Out to Win.

## Morte
Doug morreu aos 52 anos em 9 de outubro de 2022, devido a um câncer no fígado.